# Zeelandiaweg
De Zeelandiaweg is een straat in de historische binnenstad van Paramaribo. De straat ligt achter het Onafhankelijkheidsplein en loopt langs Fort Zeelandia.

## Bouwwerken
De weg kreeg deze naam op 27 januari 1932. Het begin van de Zeelandiaweg ligt in de buurt van het Vlaggenplein aan het Onafhankelijkheidsplein. Vervolgens zijn er enkele oorlogsmonumenten, de Stenen Trap, de Marinetrap en het standbeeld van koningin Wilhelmina. Na het eetcafé De Gadri bevinden zich aan de linkerkant een aantal monumenten op een rij. Bij het Fort Zeelandia kruist de weg met de Abraham Crijnssenweg. Vervolgens bevinden zich de Nola Hatterman Art Academy en de Staatsraad aan de rechterzijde. Na het de ruïne van Gebouw 1790 komt de Zeelandiaweg rechts van de Crijnssenweg uit op het Onafhankelijkheidsplein.

### Monumenten
De volgende panden in de Zeelandiaweg staan op de monumentenlijst:
| Omschrijving         | Bouwjaar   | Adres           | Coördinaten                  | Objectnummer? | Afbeelding                    |
| -------------------- | ---------- | --------------- | ---------------------------- | ------------- | ----------------------------- |
| officierswoning      | circa 1860 | Zeelandiaweg 3  | 5° 49' 30" NB, 55° 8' 59" WL | APO 002       | Meer afbeeldingen Upload foto |
| officierswoning      | circa 1860 | Zeelandiaweg 5  | 5° 49' 30" NB, 55° 8' 59" WL | APO 003       | Meer afbeeldingen Upload foto |
| officierswoning      | circa 1860 | Zeelandiaweg 6  | 5° 49' 30" NB, 55° 8' 59" WL | APO 004       | Meer afbeeldingen Upload foto |
| officierswoning      | circa 1860 | Zeelandiaweg 7  | 5° 49' 31" NB, 55° 8' 60" WL | APO 005       | Meer afbeeldingen Upload foto |
| officierswoning      | circa 1860 | Zeelandiaweg 8  |                              | APO 006       | Meer afbeeldingen Upload foto |
| hoofdwacht           | circa 1750 | Zeelandiaweg 9  |                              | APO 007       | Meer afbeeldingen Upload foto |
| magazijn Gebouw 1790 | 1790       | Zeelandiaweg 11 | 5° 49' 34" NB, 55° 8' 57" WL | APO 008       | Meer afbeeldingen Upload foto |
| provoosthuis         |            | Zeelandiaweg 12 | 5° 49' 30" NB, 55° 8' 59" WL | APO 009       | Meer afbeeldingen Upload foto |

## Gedenktekens
Hieronder volgt een overzicht van de gedenktekens aan de Waterkant:
| Onderwerp                          | Type          | Kunstenaar          | Onthulling | Locatie                     | Omschrijving                         |
| ---------------------------------- | ------------- | ------------------- | ---------- | --------------------------- | ------------------------------------ |
| Buste Van Asch van Wijck           | buste         | Charles van Wijk    | 1904       | hoek Kleine Combéweg        | Titus van Asch van Wijck, gouverneur |
| Gesneuvelde militairen en burgers  | obelisk       | onbekend            | 2016       | bij Onafhankelijkheidsplein | Binnenlandse Oorlog                  |
| Monument voor de Gevallenen        | standbeeld    | Charles Nieleveld   | 1950       | bij Onafhankelijkheidsplein | Tweede Wereldoorlog                  |
| Koreaanse Oorlogsmonument          | beeldengroep  | onbekend            | 2009       | bij Onafhankelijkheidsplein | Koreaanse Oorlog                     |
| Standbeeld van koningin Wilhelmina | standbeeld    | Gerard van Lom      | 1923       | bij Fort Zeelandia          | koningin Wilhelmina                  |
| Eddy Snijders                      | borstbeeld    | Erwin de Vries      | 2003       | A. Crijnssenweg             | musicus en componist                 |
| I love SU                          | letters       | George Struikelblok | 2011       | gazon                       | 35 jaar Surinaamse onafhankelijkheid |
| Mamabon                            | groenhartboom | n.v.t.              | -          | hoek Kleine Combéweg        | herinnerings-/protestplek            |